# Zebra
Les zebres (Hippotigris) són un subgènere de mamífers de la família dels èquids i el gènere Equus. Se'n distingeixen tres espècies, cadascuna amb un patró de ratlles específic: la zebra de Grévy, la zebra de muntanya i la zebra comuna.
Les zebres són un dels animals més coneguts d'Àfrica, on habiten diferents tipus d'ecosistemes, incloent-hi planes d'herba, sabanes, regions boscoses o amb arbusts, muntanyes i turons costaners. Són especialment conegudes per les seves característiques ratlles negres i blanques, que no varien únicament entre espècies sinó també d'un individu a l'altre, i per la seva crinera erecta. A diferència dels seus parents més propers, els cavalls i els ases, les zebres mai no han estat realment domesticades.
Tret d'algunes poblacions de zebres comunes que habiten el centre d'Etiòpia, les zebres viuen únicament a la meitat sud del continent africà. Encara que els àmbits de distribució de dues espècies diferents poden encavalcar-se, les diferències en el nombre de cromosomes impedeixen que s'encreuin: les zebres de Grévy en tenen 46, les zebres comunes 44 i les zebres de muntanya 32.

## Etimologia
Etimològicament, la paraula catalana prové del mot galaicoportuguès zevra, que significa «ase salvatge». El nom genèric Equus prové del llatí i significa ‘cavall’. Quant als noms específics, grevyi és en honor del president de França Jules Grévy, quagga és el nom donat pel poble khoikhoi a aquests animals i zebra fa referència al mot galaicoportuguès mencionat més amunt.
El nom zevra deriva del nom del zevro o cavall hidruntí (Equus hydruntinus). Quan a finals del segle xv els portuguesos començaren a explorar el litoral africà i arribaren al Cap de Bona Esperança, trobaren uns equins ratllats que, per la seva forma i mida, els resultaren notablement similars a les femelles dels cavalls hidruntins, per la qual cosa els donaren el nom de zevras.

## Descripció

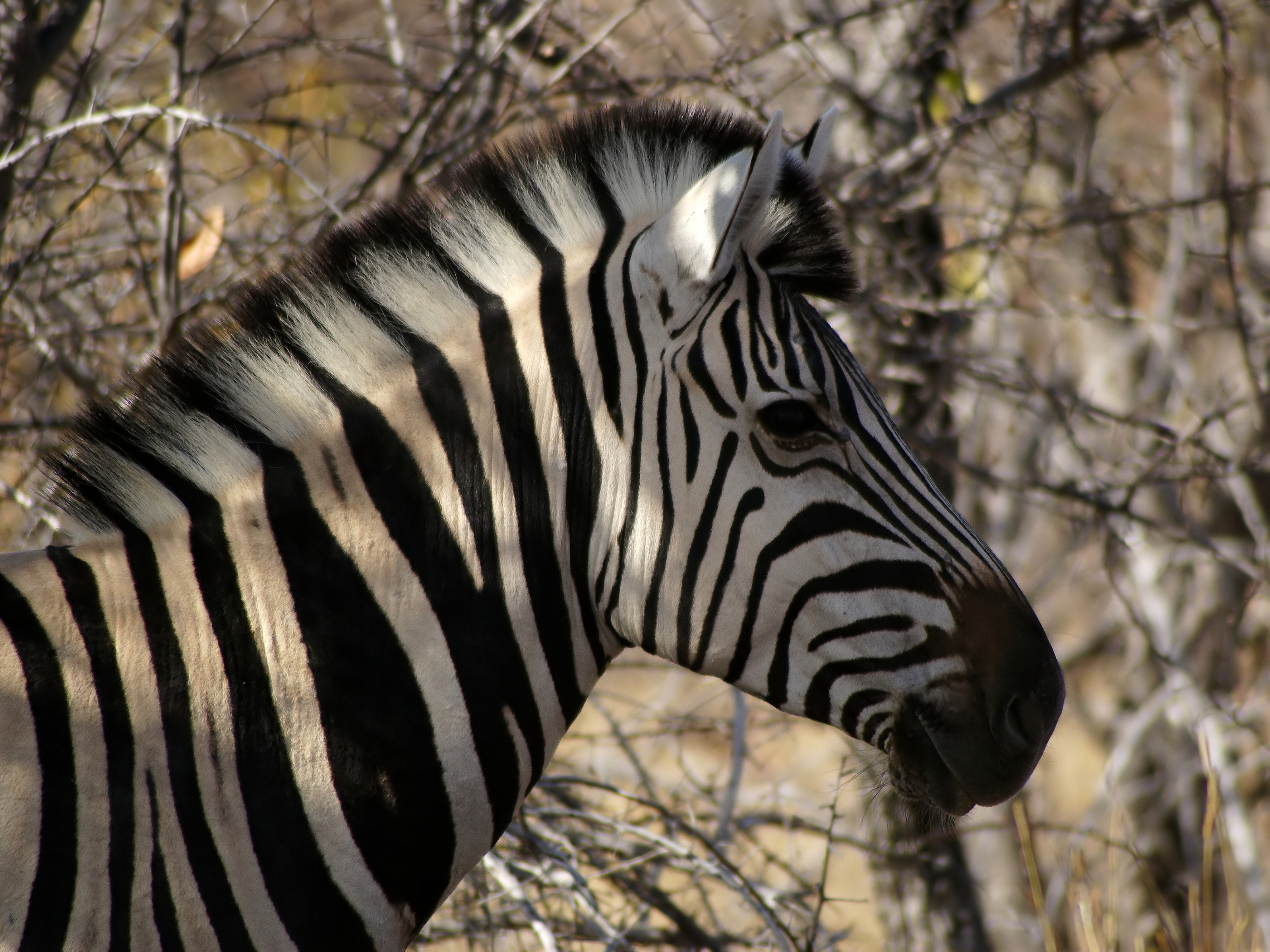
Una de les característiques de les zebres és la seva crinera de pèls erectes.

Encara que les ratlles blanques i negres que presenten les zebres siguin una característica comuna, les tres espècies de zebra no tenen pas una relació més propera entre si que la que tenen amb altres animals del gènere Equus. A més, la característica comuna de les ratlles tampoc no és tan definitiva; una de les subespècies de zebra comuna, l'extinta quaga només tenia ratlles al coll. D'altra banda, hi ha altres perissodàctils que també tenen ratlles a les potes.
Malgrat que tenen una morfologia similar a la dels cavalls, són més petites, amb una mida mitjana de 2,3 metres de longitud, 1,2-1,5 metres d'alçada a l'espatlla i un pes d'uns 300 quilograms, tot i que les zebres de Grévy poden arribar a pesar fins a 450 quilograms. En aquesta última espècie, els mascles i les femelles tenen una mida similar, però en les zebres comunes i les zebres de muntanya els mascles són lleugerament més grossos.
Les zebres tenen un total de quaranta dents: dotze incisives que utilitzen per a tallar i arrancar trossos de vegetació; quatre canines; dotze premolars i dotze molars, totes utilitzades per moldre l'aliment abans d'empassar-se'l.
Les zebres tenen un excel·lent sentit de la vista; es creu que poden veure-hi en color. Com molts ungulats, les zebres tenen els ulls als costats del cap, cosa que els proporciona un angle visual força ample. Les zebres també tenen visió nocturna, tot i que no és tan avançada com la de la majoria dels seus depredadors, però la seva bona oïda ho compensa.
Les zebres tenen un gran sentit de l'oïda, i tendeixen a tenir orelles més grosses i arrodonides que els cavalls. Com els cavalls i altres ungulats, les zebres poden girar les orelles en gairebé qualsevol direcció. A més d'una bona vista i oïda, les zebres tenen un sentit del gust agut, i un sentit de l'olfacte molt sensible al fum, cosa essencial per sobreviure als incendis.
L'esperança de vida mitjana de les zebres és d'uns trenta anys, tot i que en captivitat poden arribar a viure fins a quaranta anys. En estat natural, en el qual els depredadors representen una amenaça constant per a aquests animals, la longevitat mitjana és d'aproximadament dotze anys.

### Ratlles
Les zebres són animals negres o d'un color fosc amb ratlles blanques, i amb una gran taca blanca al ventre que serveix per a camuflar-se. Algunes zebres tenen «ratlles ombra» de color marró entre les ratlles blanques i negres.
Hi ha tres raons per les quals es considera que les zebres són negres amb ratlles blanques, i no a l'inrevés:
1. Els èquids blancs no podrien sobreviure a les planes i boscs d'Àfrica.
2. La quaga, una subespècie extinta de la zebra comuna, té les típiques ratlles a la part anterior del cos, però una part posterior fosca.
3. Quan la regió entre les ratlles pigmentades esdevé massa ampla, apareixen ratlles secundàries, com si s'estigués debilitant la supressió.

El fet que algunes zebres tinguin ventres i potes de color blanc pur no és una prova gaire concloent que són animals blancs, car molts animals de colors diferents tenen ventres i potes de color blanc o un color clar.

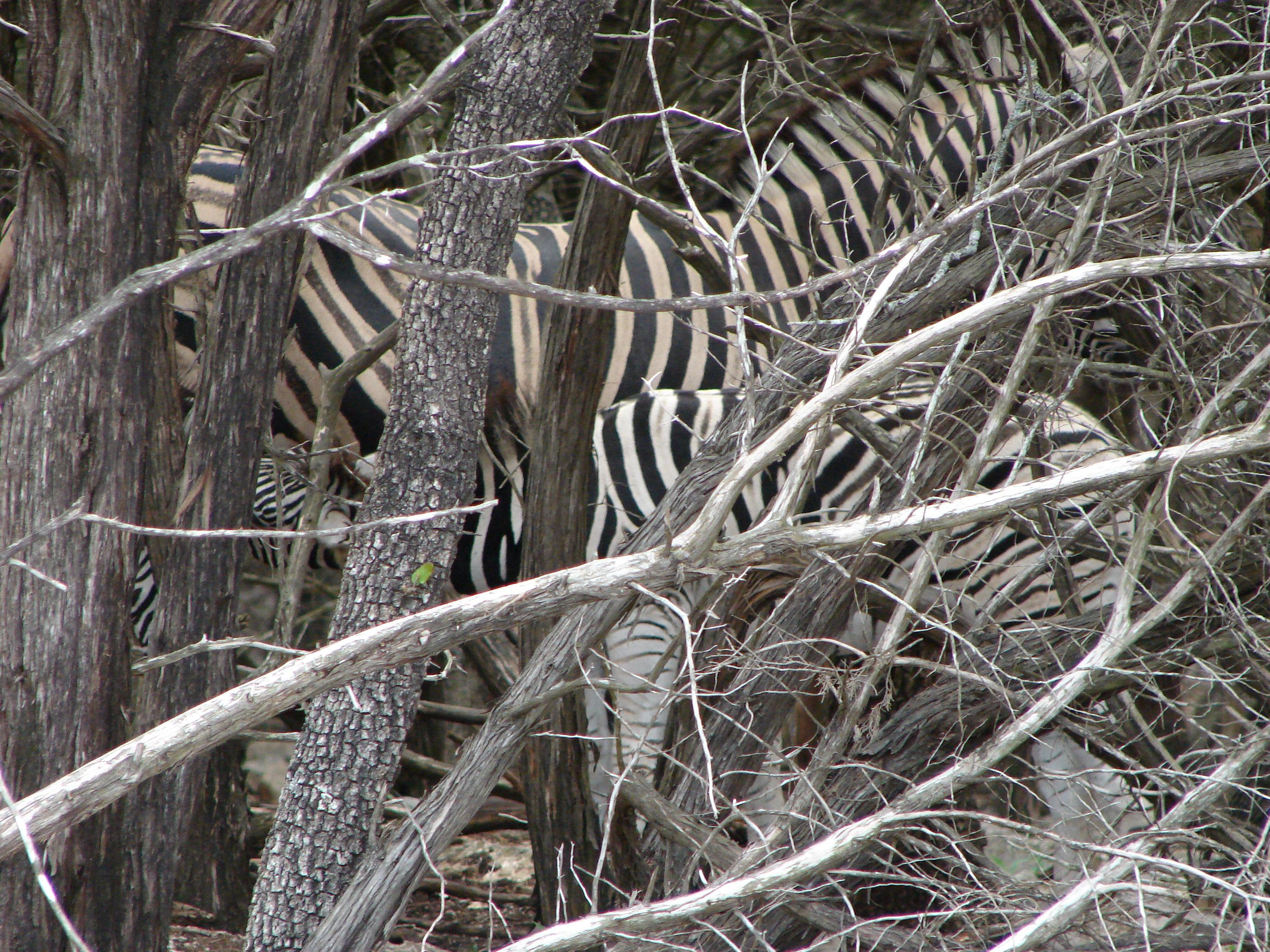
Una mare que cuida de la seva cria es camufla entre branques seques.

A més, les ratlles de les zebres són absents en el fetus, que és totalment negre. Les ratlles apareixen posteriorment, en bandes d'uns 400 micròmetres (vint vegades la mida d'una cèl·lula). Per tant, les ratlles són més amples com més gros és l'animal, i creixen conjuntament amb la mida del cos. Segons Bard, les espècies de zebres difereixen quant a l'estadi embrionari en què apareixen les ratlles. Bard descobrí una zebra anormal, sense ratlles; el seu pelatge negre tenia puntets blancs, cosa que provaria que les ratlles es formen per inhibició de la producció de melanina, i que per tant la zebra és sens dubte un èquid negre amb ratlles blanques.
Les ratlles solen ser verticals al cap, coll, espatlles i tronc, i horitzontals al darrere i a les potes de l'animal. Els passos de zebra prenen el seu nom de les ratlles blanques i negres de les zebres.
Alguns zoòlegs creuen que les ratlles són un mecanisme de camuflatge, que funciona de diverses maneres. Per començar, les ratlles verticals contribueixen a amagar la zebra entre les herbes. Tot i que això pot semblar absurd a primera vista, tenint en compte que l'herba no és ni blanca ni negra, se suposa que és eficaç contra el predador principal de les zebres, els lleons, que són daltònics. En teoria, una zebra que romangui quieta entre herbes altes podria passar desapercebuda per un lleó. A més, com que les zebres són animals gregaris, les ratlles ajuden a confondre els depredadors —diverses zebres que estiguin o que es moguin juntes poden semblar ser un únic animal gros, fent que el lleó tingui problemes per triar una sola zebra per atacar. Un ramat de zebres que es dispersin per fugir d'un predador li semblaran una massa confusa de ratlles verticals movent-se en direccions diferents, fent que al predador li costi seguir amb la vista un individu que se separi dels seus companys. Tot i això, els biòlegs no han observat mai lleons que semblin confosos per les ratlles de les zebres.
Es creu que les ratlles també tenen un paper en el comportament sexual; lleugeres variacions dels patrons permeten que les zebres distingeixin els diferents individus. En rares ocasions, neixen zebres sense ratlles, i aquests exemplars tendeixen a quedar separats del grup; això reforçaria la teoria que aquestes ratlles també tenen una funció social.
Una teoria més recent, que té suport experimental, sosté que la coloració disruptiva també és un mitjà eficaç de confondre el sistema visual de la mosca tse-tse, xucladora de sang. Teories alternatives inclouen la que diu que les ratlles coincideixen amb la distribució de greix sota la pell, servint de mecanisme termoregulador per la zebra, i que qualsevol ferida pertorba el patró de ratlles, indicant clarament l'estat de forma de la zebra a parelles potencials.
Una llegenda africana intenta donar una explicació folklòrica a les ratlles d'aquest èquid:
| « | Fa molt de temps, les zebres no tenien les ratlles blanques i negres que tenen avui en dia, sinó que eren totes blanques. Quan veien una zebra, alguns deien que es tractava d'un encreuament entre un cavall de color blanc i un ase, o potser una mula. En aquell temps, la gent encara intentava domesticar els cavalls salvatges per poder cavalcar-los i lluir-los davant de tothom, car eren molt bells. Les zebres rebien un altre nom perquè eren diferents dels cavalls i les mules. A diferència dels seus cosins, era molt difícil capturar i ensinistrar una zebra. Un dia, una zebra que encara era molt jove es perdé i, caminant, caminant, acabà dins un poblat. La gent començà a mirar-la i a xiuxiuejar, pensant en maneres de poder capturar-la. La zebra s'espantà i s'adonà d'allò que li volien fer. Començà a córrer mentre la gent entrava a casa a buscar una xarxa per caçar-la. Corregué i corregué, fins que finalment li vingué una idea. Veié un pot de pintura negra i, sense pensar-s'ho dues vegades, el feu tombar; la pintura s'escampà per terra en moltes ratlles ondulades. La zebra s'hi rebolcà fins que les ratlles li quedaren pintades al cos, pensant que així quedaria lletja i la gent ja no la voldria capturar. La gent del poble la trobà, i veié el que havia fet. Com que pensaven que ja no era bonica amb totes aquelles ratlles negres per sobre el pelatge, la deixaren anar. Aviat, totes les zebres començaren a fer el mateix perquè la gent no les molestés. Amb el pas del temps, ja no els calgué fer-ho, car començaren a néixer d'aquesta manera, però ara les ratlles les feien belles. | » |

## Dieta

### Aliment

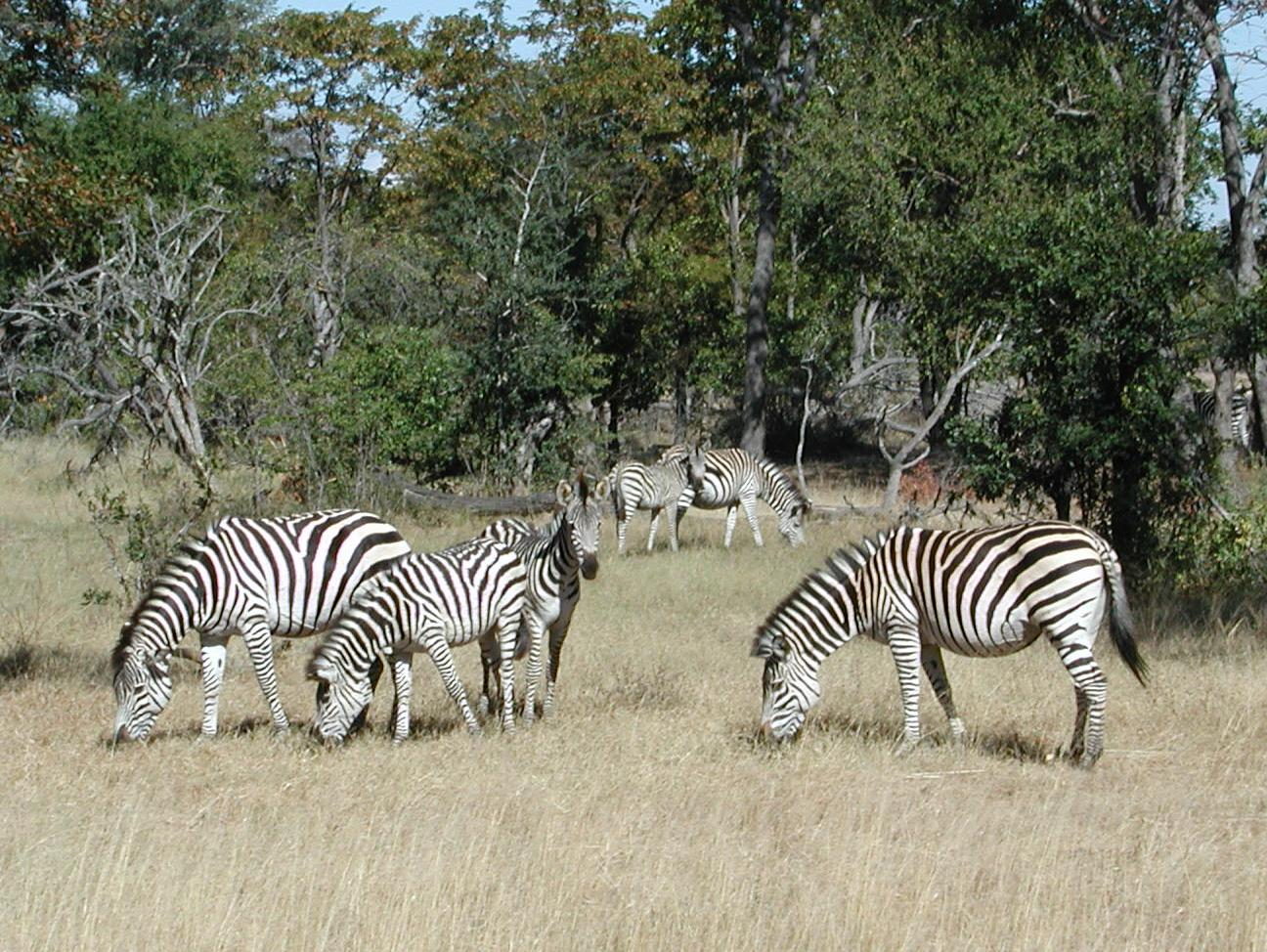
Un grup de zebres pasturant a Zàmbia

Les zebres són mamífers exclusivament herbívors que mengen sobretot al matí i a la tarda, reposant al migdia. Són animals principalment de pastura que s'alimenten d'herba tosca, fulles i brots. També mengen escorça i branquillons. El seu aparell digestiu ben adaptat els permet subsistir amb una dieta de qualitat nutritiva més baixa que la que necessiten altres herbívors, però també és menys eficient, cosa que obliga les zebres a passar-se més de la meitat del temps menjant.
Les zebres poden moure's una vintena de quilòmetres en un dia a la recerca d'aliment, però al final del dia solen tornar al seu punt d'origen. Tanmateix, els ramats de zebres fan una migració anual molt més important que coincideix amb l'estació seca, que també fan molts altres mamífers africans i que representa un moviment de centenars de milers d'animals alhora.

### Aigua
Les condicions seques dels ecosistemes en què habiten les zebres fan que s'hagin adaptat als períodes d'aridesa.
Les zebres de Grévy són les que s'han adaptat millor a les condicions de sequera. Per sobreviure a l'estació seca, en què la majoria de rius, estanys i altres fonts d'aigua s'assequen, aquesta espècie de zebra excava als llits dels rius amb les seves peülles per trobar aigua.
La zebra de muntanya aprofita les característiques del seu hàbitat per sobreviure als períodes secs. Quan s'assequen les fonts d'aigua de les quals subsisteix, aquesta espècie simplement migra a una altitud més alta, on les temperatures inferiors fan que el vapor d'aigua es condensi en forma de pluja, neu o rosada.
La zebra comuna és la menys adaptada a la sequera. A diferència de les altres dues espècies, necessita tenir sempre aigua disponible, cosa que l'obliga a migrar d'un lloc a l'altre segons l'estació a la recerca de recursos hídrics.

## Comportament

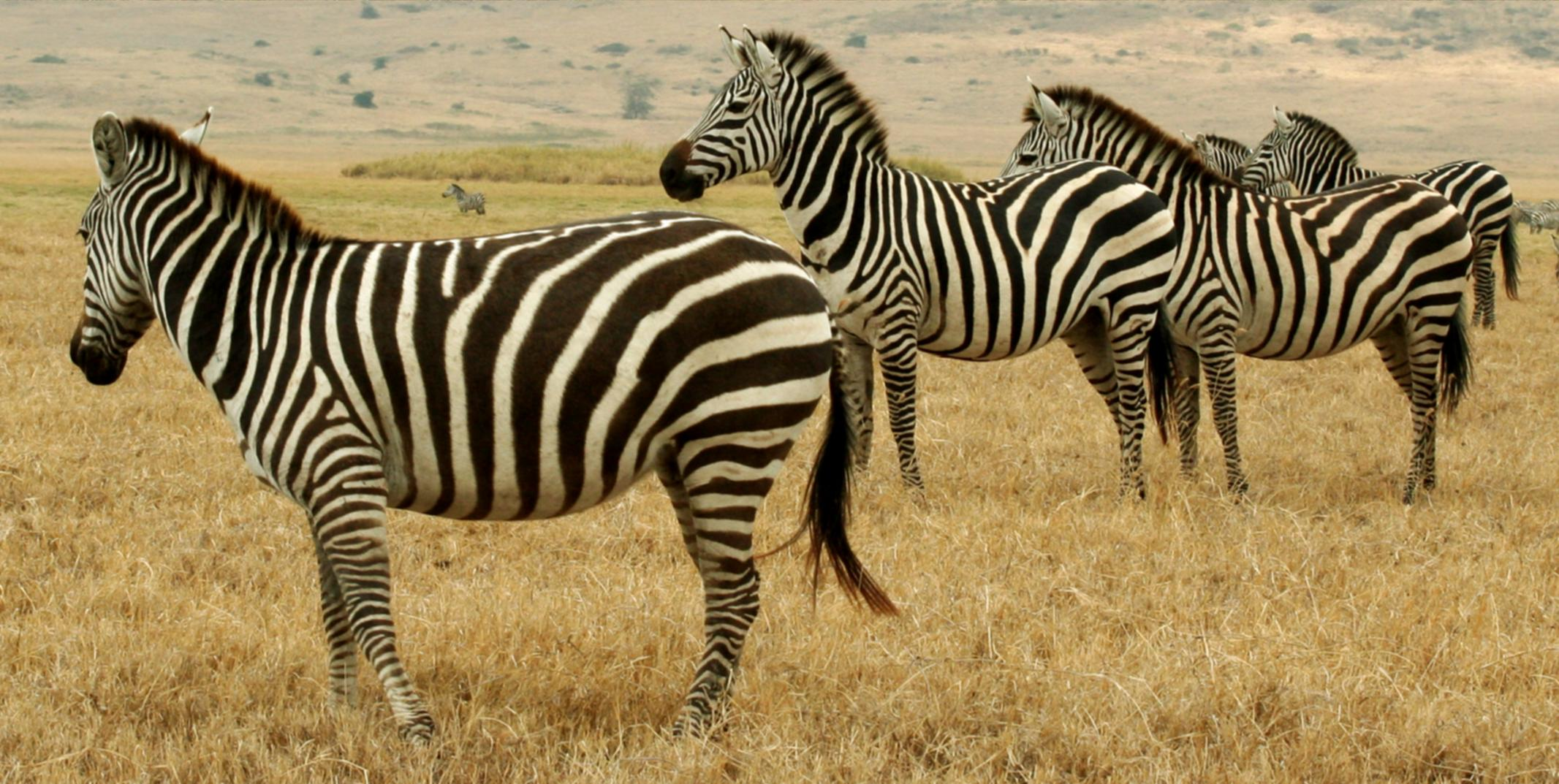
Zebres a Tanzània

Com la majoria d'èquids, les zebres són molt sociables. Tanmateix, la seva estructura social depèn de l'espècie. Les zebres de muntanya i zebres comunes viuen en grups, coneguts com a harems, que consisteixen en un mascle amb fins a sis egües i els seus poltres. Els mascles no dominants o bé viuen sols o amb altres mascles no dominants, fins que són prou grossos per desafiar un mascle dominant. Quan un grup de zebres és atacat per hienes o gossos salvatges, les egües s'agrupen amb els poltres al mig mentre que el mascle intenta foragitar els atacants.
Quan un mascle rival intenta derrocar el mascle dominant, aquest el desafia tocant el nas del rival amb el seu o fregant-ne les espatlles contra les seves. Això és una mena de demostració de força destinada a espantar el rival. Si aquest no cedeix, comencen a barallar-se, mossegant-se el coll i les potes o, en casos extrems, donant-se guitzes; aquests combats són més perillosos que la majoria de combats d'aquest tipus en el món animal, i una zebra pot acabar malferida. La jerarquia del grup es reflecteix en l'ordre en què caminen els seus membres; al davant de tot, camina l'egua més vella amb els seus poltres, després venen les altres femelles en ordre d'edat, també amb els seus poltres, i el mascle és el que tanca el grup.
A diferència de les altres espècies de zebra, les zebres de Grévy no tenen lligams socials permanents. Els grups d'aquest tipus de zebres rarament romanen junts durant més d'uns quants mesos. Les cries romanen amb la seva mare, mentre que els mascles adults viuen sols. Tanmateix, com en les altres dues espècies, els mascles no dominants s'organitzen en grups. En casos d'escassetat de menjar, molts membres d'aquesta espècie es poden congregar al voltant d'una font d'aliment, fent la impressió que formen un ramat.
Durant el dia, les zebres dormen dempeus, com els cavalls, i només dormen quan tenen altres animals al voltant que les avisin de la presència de depredadors. De nit, en canvi, sovint jeuen a terra. Quan reposen, igual que quan s'empolainen les unes a les altres, les zebres es posen l'una al costat de l'altra, però a l'inrevés, és a dir, cada zebra té el seu cap al costat del darrere de l'altra zebra. Això té diversos avantatges: d'una banda, permet que la cua d'una zebra pugui espantar les mosques de la cara de l'altra; d'altra banda, ofereix als animals un angle de visió de 360°.

### Marxa

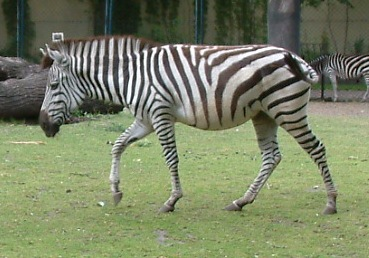
Una zebra caminant

Com els cavalls, les zebres poden caminar, trotar, mig galopar i galopar. Al galop, poden assolir una velocitat màxima de 55 km/h. Solen ser més lentes que els cavalls, però la seva gran resistència les ajuda a escapolir-se dels depredadors. Una zebra que estigui sent perseguida correrà en ziga-zaga d'un costat a l'altre per posar en dificultat el predador. En cas que quedi acorralada, la zebra es posarà en posició rampant i donarà guitzes i mossegades al seu atacant.

### Comunicació
Les zebres es comuniquen l'una amb l'altra amb lladrucs i gemecs aguts. Les zebres de Grévy emeten brams semblants als de les mules. Les orelles de les zebres indiquen el seu estat d'ànim. Quan una zebra està calmada, tensa o amistosa, les seves orelles romanen erectes. Quan té por, es desplacen cap endavant. Quan s'enfada, les orelles es desplacen cap enrere. Quan les zebres busquen depredadors en una àrea, romanen en una postura d'alerta, amb les orelles erectes, el cap alt i observant amb atenció. Si estan tenses, emeten esbufecs. Si una zebra detecta o sent la presència d'un predador, es posarà a bordar o a bramar ben fort.

## Reproducció

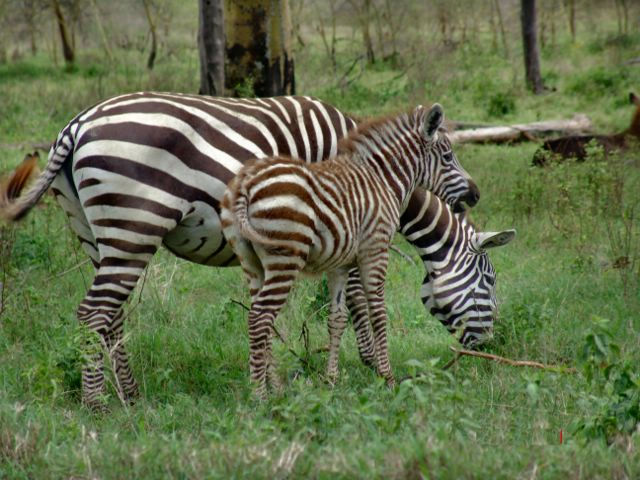
Una egua i el seu poltre

Com en la majoria d'espècies animals, les femelles arriben a la maduresa sexual abans que els mascles, i les egües poden tenir el seu primer poltre a l'edat de tres anys. Els mascles no poden criar fins que tenen cinc o sis anys. Les egües poden donar a llum un poltre cada dotze mesos, que és el temps que dura la gestació. Cuiden de les cries durant un màxim d'un any. Com els cavalls, les zebres són capaces de posar-se dempeus, caminar i mamar poc després de néixer. En néixer, un poltre de zebra és marró i blanc en lloc de negre i blanc. Gairebé sempre neix un únic poltre, però molt rarament poden néixer bessons.
En el cas de les zebres de muntanya i les zebres comunes, els poltres són protegits per la seva mare, així com pel mascle i les altres egües del grup. En canvi, els poltres de zebra de Grévy només tenen la seva mare com a protectora habitual car, com s'ha dit més amunt, els grups d'aquesta espècie se solen dispersar després d'uns quants mesos. La protecció dels poltres és especialment rellevant per aquests animals, car les cries són una presa fàcil per als depredadors i la meitat d'aquestes no sobreviuen al primer any de vida malgrat els esforços de la seva mare i del mascle del grup. Un altre dels perills que corren els poltres és que s'han observat infanticidis i feticidis entre les zebres, tot i que únicament s'ha observat aquest comportament en exemplars en captivitat.

## Distribució
Originàriament, les zebres s'estenien arreu d'Àfrica. Tanmateix, s'extingiren del nord del continent en temps antics.
Actualment, la zebra amb la difusió més ampla és la zebra comuna. Viuen des de les zones de transició entre la sabana i el desert del sud del Sudan i d'Etiòpia, passant per la sabana d'Àfrica oriental, fins al sud i el sud-oest del continent. Els hàbitats de la zebra de Grévy són les terres seques d'arbusts i d'herba de l'est d'Àfrica, a Kenya, Etiòpia i Somàlia. La zebra de muntanya té una difusió molt més reduïda que les altres dues espècies. Viu en altiplans muntanyosos de Namíbia i Sud-àfrica, a altituds de fins a 2.000 m.

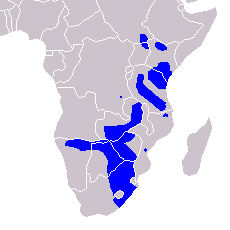
Difusió de la zebra comuna
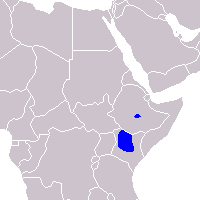
Difusió de la zebra de Grévy
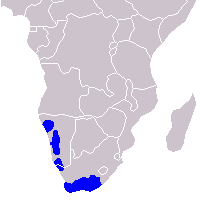
Difusió de la zebra de muntanya

## Predadors i altres amenaces

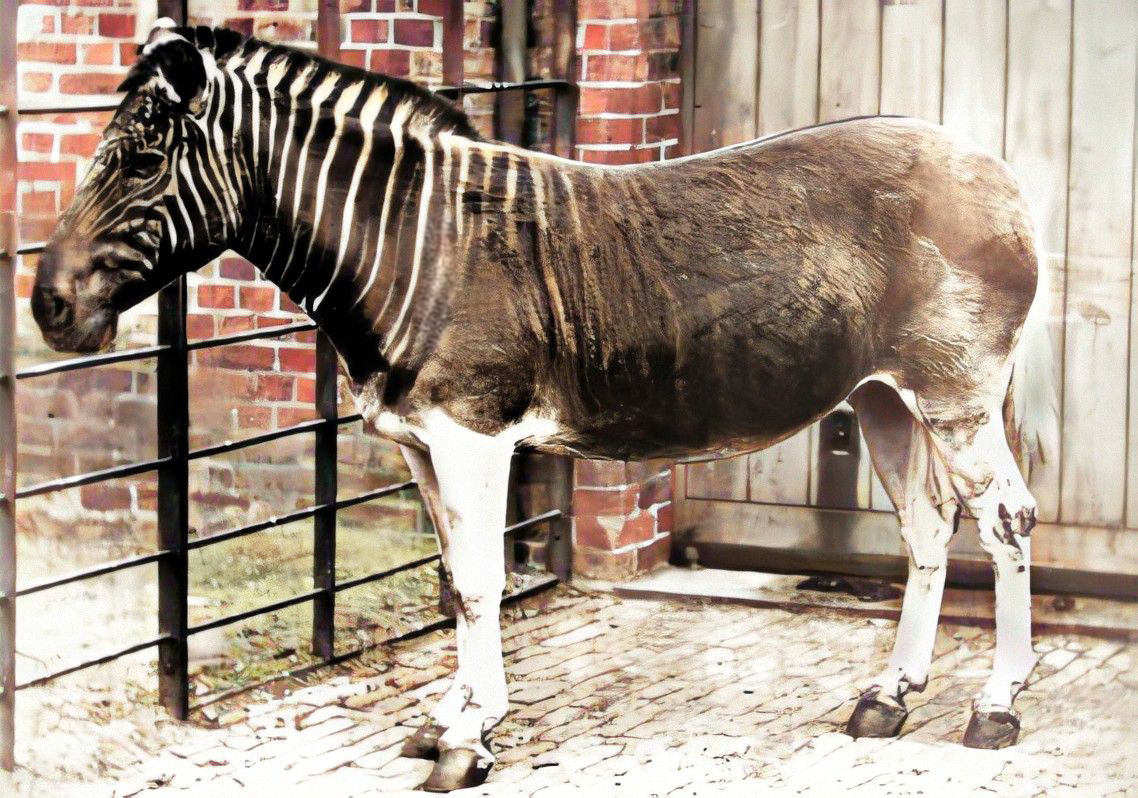
L'única imatge existent d'una quaga en vida. Es tracta de l'única subespècie extinta de zebra i desaparegué a finals del.

Els depredadors principals de les zebres són els lleons, les hienes tacades i els guepards. Els lleons i les zebres mantenen les seves poblacions en equilibri, car els lleons maten abans les zebres velles o malaltes que les sanes i fortes.
Les armes i les tècniques de caça primitives utilitzades tradicionalment a Àfrica no eren prou eficients com per afectar de manera significativa les poblacions de zebres. Els nadius africans caçaven les zebres no sols per la seva pell, sinó també per la seva carn. Tanmateix, la situació canvià amb l'arribada dels colonitzadors europeus i les seves armes de foc.
Els humans moderns han tingut un gran impacte sobre les poblacions de zebres des del segle xix. Les zebres eren, i encara són, caçades principalment per la seva pell. La quaga, una subespècie de la zebra comuna, s'extingí abans d'acabar el segle xix, mentre que la zebra de muntanya del Cap fou caçada gairebé fins a l'extinció, i a la dècada del 1930 ja en quedaven menys de cent exemplars. Des d'aleshores, la població ha crescut fins a aproximadament set-cents individus, gràcies a l'esforç per conservar la subespècie. Ambdues subespècies de la zebra de muntanya són actualment protegides en parcs nacionals, però encara es troben en perill.
La zebra de Grévy també està en perill. La caça i la competició per part del bestiar n'han reduït dràsticament la població. A causa de la mida reduïda de la població, els perills ambientals com ara les sequeres poden afectar fàcilment tota l'espècie. Les zebres comunes són molt més nombroses i tenen una població sana; tanmateix, aquesta espècie també està amenaçada per la caça i la modificació dels hàbitats provocada per l'agricultura.

## Taxonomia

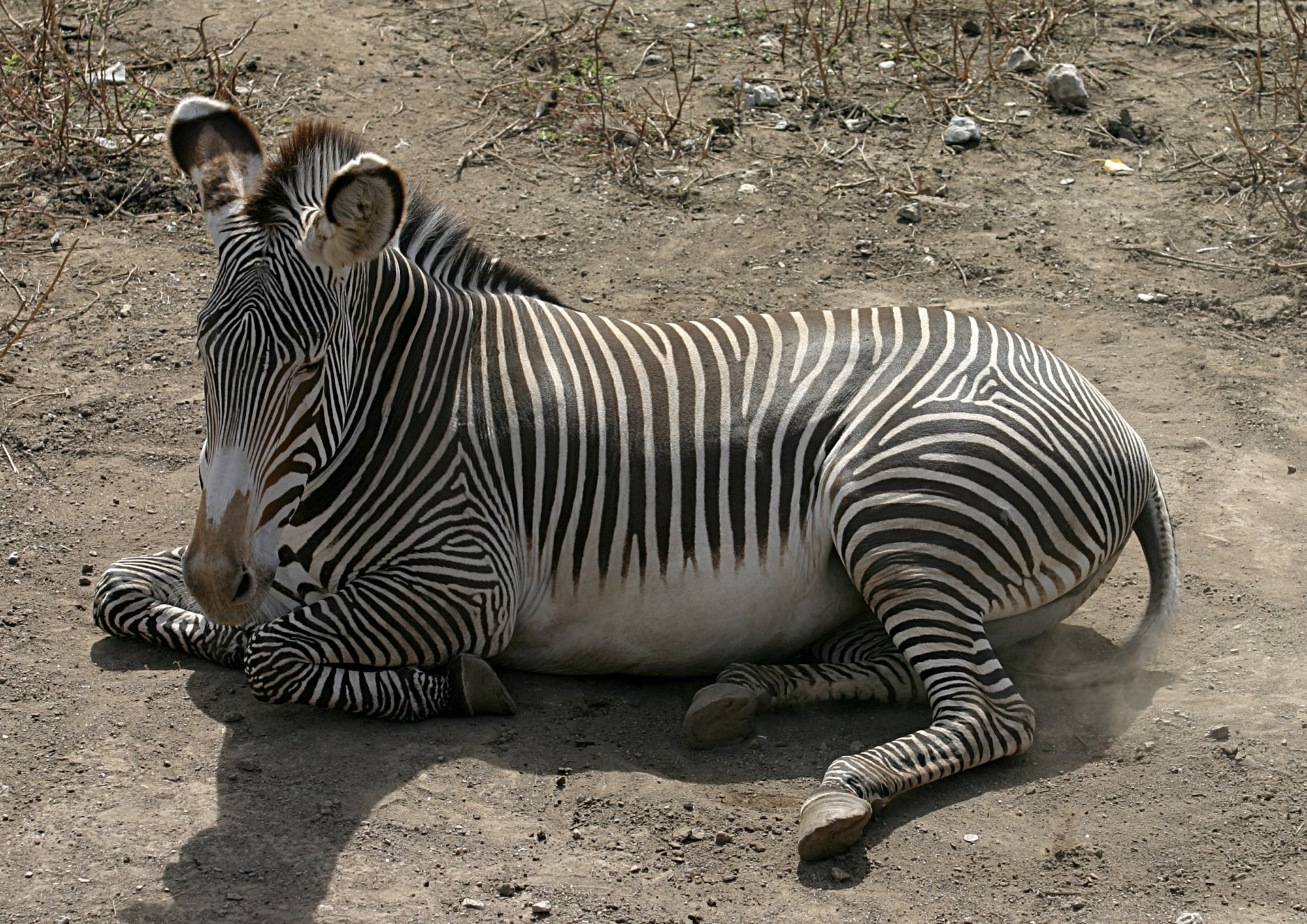
Zebra de Grévy estirada a terra

Dues zebres comunes al Parc Nacional d'Etosha

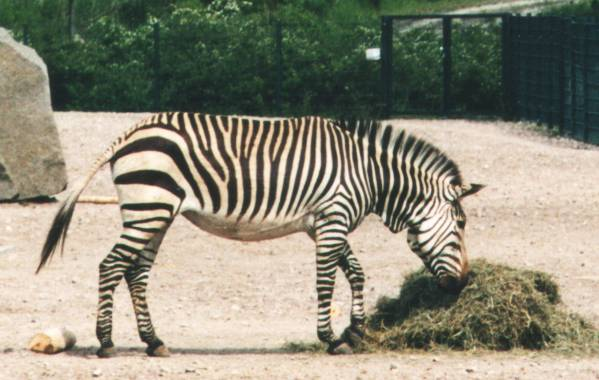
Una zebra de muntanya de Hartmann alimentant-se d'herbes

Hi ha tres espècies de zebres, que contenen un total de nou subespècies. La quaga és l'única subespècie extinta.
Gènere Equus (èquids)
- Subgènere Hippotigris
  - La zebra de Grévy (Equus grevyi) és l'espècie més grossa de totes, amb una mida d'entre 2,5 i 2,75 metres de longitud i 1,45-1,6 metres d'alçada a l'espatlla. Pesa entre 350 i 440 kg. Altres diferències d'aquesta espècie respecte a les altres són les seves orelles grosses i el fet que les seves ratlles són més estretes. També es tracta de l'espècie que pot resistir més temps sense beure aigua.
  - La zebra comuna (Equus quagga) és l'espècie més nombrosa i extensa geogràficament. També és la que té més subespècies diferents. Mesura uns 2,3 metres de longitud i 1,4 metres d'alçada a l'espatlla, amb un pes de gairebé 300 kg. Té una gran importància dins l'àmbit del turisme en alguns dels països en què habita, com un dels animals africans més cèlebres. Les poblacions septentrionals tenen les ratlles més ben definides que les meridionals.
    - Quaga (E. q. quagga)
    - Zebra de Burchell (E. q. burchellii)
    - Zebra de Grant (E. q. boehmi)
    - Zebra de Selous (E. q. borensis)
    - Zebra de Chapman (E. q. chapmani)
    - Zebra de Crawshay (E. q. crawshayi)

  - La zebra de muntanya (Equus zebra) és una espècie que viu en grups petits i que, a diferència de la zebra comuna, no s'agrupa en ramats. Mesura uns 2,2 metres de longitud i 1-1,4 metres d'alçada a l'espatlla. El seu pes és d'entre 240 i 370 kg. Té dues subespècies, una de les quals, E. z. zebra presenta dimorfisme sexual, en què les femelles són més grosses que els mascles. Viu en àrides zones muntanyoses.
    - Zebra de muntanya del Cap (E. z. zebra)
    - Zebra de muntanya de Hartmann (E. z. hartmannae)

## Filogènesi
Durant molt de temps es cregué que el primer avantpassat directe dels èquids actuals era Hyracotherium, un petit perissodàctil de l'Eocè inferior i mitjà de Nord-amèrica i Euràsia, però actualment se'l classifica en la família dels paleotèrids, avantpassats tant dels èquids com dels brontoteris. Tenia una mida similar a la de les guineus, entre 250 i 450 mm d'alçada, amb un cap i un coll relativament curts i una esquena arquejada. Tenia quaranta-quatre dents, amb una fórmula dental típica d'un mamífer brostejador: tres incisives, una canina, quatre premolars i tres molars a cada banda del maxil·lar. Utilitzava els queixals per a moldre les fulles toves i els fruits dels quals s'alimentava.

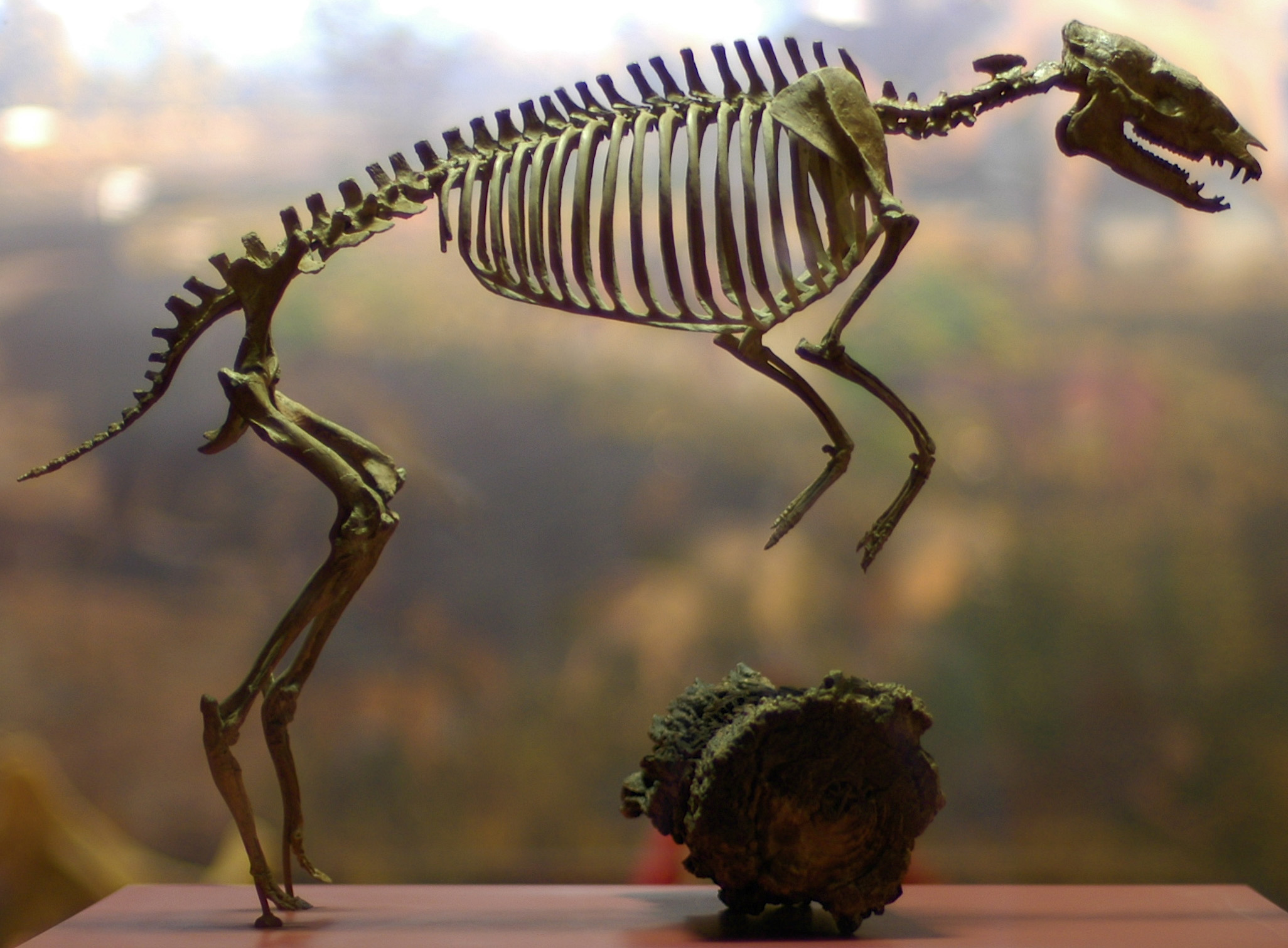
Esquelet dHyracotherium vasacciensis

Quan el clima canvià i s'obriren els boscs a principis de l'Oligocè, començaren a aparèixer planes d'herba i praderies. En resposta al canvi de l'ambient, els èquids també canviaren i desenvoluparen dents més robustes, augmentaren la mida del cos i les potes, convertint-se en animals més ràpids. El gènere nord-americà Mesohippus caminava sobre tres dits a cada pota; encara conservava el primer i el cinquè dit, però no els usava per caminar. El tercer dit era més fort i pesant que els altres. Les seves potes llargues i esveltes permeten deduir que era un animal àgil i ràpid. Una de les innovacions de Mesohippus és que tenia sis dents posteriors, una característica que conservarien tots els èquids posteriors.
Al Miocè tingué lloc la transició de les formes primitives d'èquids a les formes modernes. Animals com ara Parahippus, Merychippus o Hipparion continuaren l'evolució cap a unes potes tridàctiles. Els èquids havien continuat augmentant de mida i ja tenien unes dimensions semblants a les d'un poni. Aquesta tendència es completà amb Pliohippus, morfològicament molt similar als Equus d'avui en dia i que durant molt de temps en fou considerat l'avantpassat directe. Es tractava d'un veloç animal d'estepes.
Plesippus era un èquid de la mida d'un cavall àrab originari de l'oest de Nord-amèrica. A part de ser l'avantpassat prehistòric més proper dels èquids actuals, aquest cavall del Pliocè destaca perquè fou el que emprengué l'expansió de Nord-amèrica a Euràsia fa dos milions i mig d'anys. Aquesta migració seria finalment la salvació dels èquids, car tots els cavalls americans s'extingiren fa aproximadament 11.000 anys juntament amb molts altres mamífers grossos. Les causes d'aquesta extinció continuen sent objecte de debat, sobretot perquè desaparegueren de manera molt sobtada animals que havien sobreviscut durant milions d'anys. Les possibilitats més citades inclouen el canvi climàtic, una pandèmia, o la caça per part dels humans, possiblement acabats d'arribar.
Investigacions recents d'un grup de genetistes encapçalat per Carles Vilà indiquen que les zebres se separaren del llinatge dels ases, els seus parents més propers, a la segona meitat del Pliocè. L'evidència del registre fòssil permet determinar el moment en què es produí aquesta separació de llinatges amb una major precisió. El fet que només s'hagin trobat fòssils de zebres al continent africà implica que es produí després de l'arribada dels èquids nord-americans a Euràsia i Àfrica, és a dir, no fa més de 2,6 milions d'anys. El fòssil més antic classificat amb certesa com a pertanyent a una zebra és un fòssil de zebra de Grévy descobert a Turkana (Kenya).

## Intents de domesticació

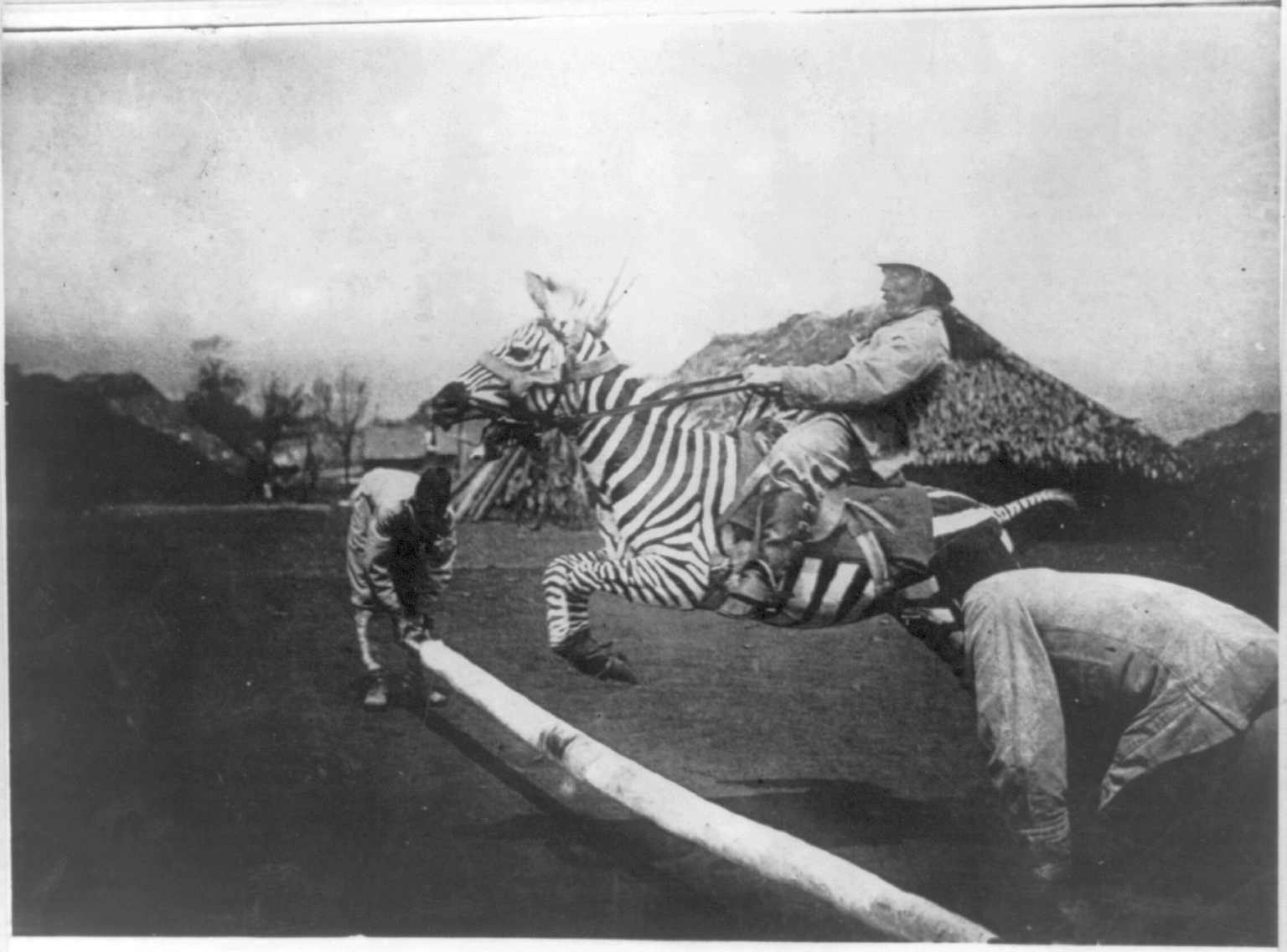
Una zebra domesticada portant una persona a l'est d'Àfrica

S'ha intentat entrenar zebres com a animals de muntura, car són més resistents a les malalties africanes que els cavalls. Tanmateix, la majoria d'aquests intents fracassaren, a causa de la naturalesa més impredictible de les zebres i el seu caràcter nerviós. Per aquest motiu, es prefereixen zebroides, encreuaments entre qualsevol espècie de zebra i un cavall, poni o ase, a les zebres pures.

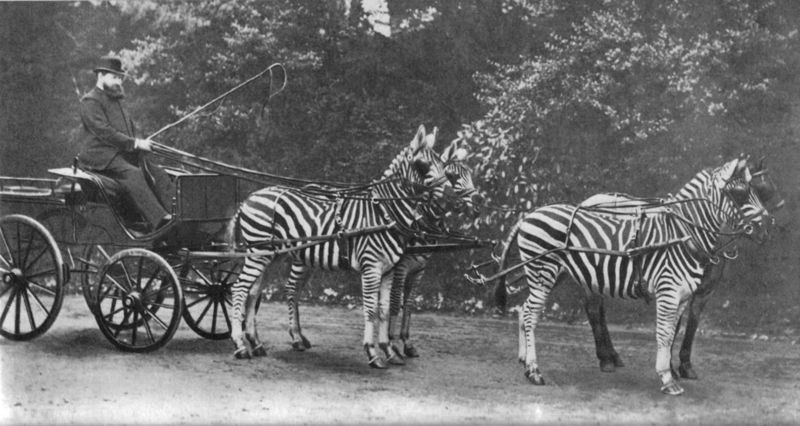
Lord Rothschild amb el seu famós carruatge de zebres comunes, que solia conduir per Londres

El quart emperador mogol Jahangir (r. 1605-1627) encarregà una pintura sobre zebres. En aquesta pintura, realitzada per Ustad Mansur, la zebra és representada amb estreps. A Anglaterra, el col·leccionista d'animals Lord Rothschild utilitzava sovint zebres per moure el seu carruatge. El 1907, Rosendo Ribeiro, el primer metge de Nairobi (Kenya), utilitzava una zebra de muntura per les visites a domicili. A mitjans de la dècada del 1800, el governador George Grey importà zebres a Nova Zelanda de la seva antiga jurisdicció de Sud-àfrica, i les utilitzà per moure el seu carruatge a la seva illa privada, l'Illa de Kawau.
El capità Horace Hayes, a Points of the Horse (ca. 1899), comparà la utilitat de les diferents espècies de zebra. Hayes posà una sella i una brida a una zebra de muntanya en menys d'una hora, però no aconseguí alimentar-la en els dos dies que la tingué. Remarcà que el coll de la zebra era tant rígid i fort que no fou capaç de torçar-lo en cap direcció. Tot i que li ensenyà a fer el que volia en una pista de circ, quan la treia fora era incapaç de controlar-la. Trobà la zebra comuna fàcil de domar i la considerà ideal per domesticar-la, car també és immune a la picada de la mosca tse-tse. Considerava la quaga fàcil de domesticar perquè era més forta, mansa i semblant als cavalls que les altres zebres.